# Niels Robitzky
Niels „Storm“ Robitzky (* 31. Juli 1969 in Heide) ist ein deutscher Choreograph, Hip-Hop-Tänzer und eine anerkannte Kapazität für die Hip-Hop-Techniken Breakdance, Locking, und Popping in Europa. Er gewann mehrere Tanzwettbewerbe und wurde 1992 Weltmeister im Breakdance.

## Biografie
Er fing als 14-jähriger Autodidakt in Eutin mit dem Tanzen an. Nach dem Schulabschluss entschloss sich Robitzky, eine Karriere als Tänzer zu starten. Durch Kontakte mit Hip-Hop-Tänzern in den 1980ern und auf Reisen durch Europa und Nordamerika entwickelte er seinen Tanzstil weiter. 1984 erfolgte die Gründung der Gruppe Unique Rockers und Tour für Bravo Breakdancesensation 84. 1992 war er Mitglied der New Yorker Tanzkompagnie Ghettoriginal und ein Jahr darauf 1993 avancierte er für zwei Jahre zum VIVA-Moderator bei der HipHop-Sendung Freestyle. 1997 gründete er die Kompagnie Storm und jazzy Project. Heute lebt „Storm“ mit seiner Familie in Berlin, ist weltweit mit seinen Produktionen in Theatern und auf Hip-Hop-Veranstaltungen präsent und unterrichtet Tanz, Tanzgeschichte sowie Tanzphilosophie unter anderem an der Anton Bruckner Privatuniversität in Linz / Österreich. Im April 2023 wurde er zum Honorarprofessor der Anton Bruckner Privatuniversität ernannt.

### Name
Niels „Storm“ Robitzky bekam seinen Spitznamen in New York, nachdem er auf der Tanzfläche, wie ein Wirbelwind einen anderen Tänzer nach leichter Berührung umriss. Die New Yorker Tänzer hatten sowieso Schwierigkeiten, sich seinen richtigen Namen zu merken und auszusprechen, deshalb nannte man ihn fortan „the Stormguy“.

### Erfolge
- 1987 Weltrekord im Helicopter/Guinness-Buch der Rekorde
- 1991 Gewinner der internationalen „Battle of the year“ mit seiner Gruppe Battle Squad
- 1992 Weltmeister im Breakdance / IDO
- 1992 erneuter Gewinner der internationalen „Battle of the year“ mit seiner Gruppe Battle Squad
- 1998 Gewinner der internationalen „Freestylesession“ mit der Gruppe flying Tortillas in San Diego/USA

### Choreographien
- 2000 Eröffnungsshow Choreographie zur Expo 2000 Exposeyoself
- 2001 Choreographie Solo for two
- 2001 Choreographie Ta Limpo mit Discipulos do ritmo / Brasilien
- 2003 Choreographie The art of urban dance
- 2006 Choreographie Geometronomics mit Discipulos do Ritmo / Brasilien
- 2006 Choreographie Virtuelevation
- 2006 Choreograph der Eröffnungszeremonie des FIFA Worldcup 2006
- 2009 Choreographie Storm in klassischem Kontext
- 2011 Choreographie 28 Jahre in 28 Minuten
- 2017 Choreographie von Bauhaus zu Playhouse mit Banzay / Russland
- 2019 Choreographie Normen, Normen, Normen
- 2020 Choreographie Back to the roots mit dem Renegade dance theatre / Deutschland

### Weitere Errungenschaften
- 2014 Forum für zeitgenössischen urbanen Tanz Dialogic Movement mit Louise Wagner und Raphael Hillebrand
- 2014 Innovation und Herstellung des Bewertungssystems Threefold für die Tanzdisziplin Breaking mit Dominik Fahr
- 2017 Innovation und Herstellung des Bewertungssystems Trivium für die Tanzdisziplin Breaking mit Kevin Gopie und Dominik Fahr

## Music Videos
- 1997 Hard Times - Westbam
- 1998 Rock Your Body - Music Instructor